# Henry Saggs
Henry William Frederick Saggs, né le 2 décembre 1920 et mort le 31 août 2005, est un orientaliste, épigraphiste et assyriologue britannique, professeur de langues sémitiques à l'université de Cardiff de 1966 à 1983.

## Biographie
Saggs est né dans l'Essex en 1920. Il fait ses études secondaires à la Clacton County High School, puis s'inscrit au King's College de Londres où il étudie la théologie. Il obtient son diplôme en 1942.
Saggs combat pendant la Seconde Guerre mondiale dans la Fleet Air Arm.
Après la guerre, il obtient une bourse et réalise un master de théologie à King's College, puis il est nommé assistant d'assyriologie à la School of Oriental and African Studies (SOAS) de Londres où il prépare son doctorat. Il participe aux fouilles de Max Mallowan à Nimroud sous l'égide de la British School of Archaeology in Iraq en 1952.
Henry Saggs soutient sa thèse de doctorat, intitulée A study of city administration in Assyria and Babylonia in the period 705 to 539 B.C. en 1953.

## Carrière
Il publie 243 lettres trouvées aux archives de Nimroud, dans une série d'articles dans la revue Iraq et dans le livre The Nimrud Letters 1952 (Cuneiform Texts from Nimrud V).
En 1965, Saggs travaille à Tell al-Rimah, dans le nord de l'Irak, et publie des archives commerciales de tablettes datant du moyen assyrien. Il donne des enseignements à l'université de Bagdad en 1956-1957. Il publie la tablette Anzu de Sherifkhan avec Amir Suleiman, du département des arts de cette université.
Henry Saggs est professeur, titulaire de la chaire de langues sémitiques au University College de Cardiff de 1966 à 1983. Il prend sa retraite académique en 1983 
Saggs meurt le 31 août 2005.

## Distinctions
Saggs est membre de la Society of Antiquaries et de la Royal Asiatic Society.

## Publications
- The Greatness That Was Babylon (1962)
- Everyday Life in Assyria and Babylonia (1965)
- Assyriology  and  the  study  of  the  Old  Testament (1969)   (ISBN 0900768452)
- The Encounter with the Divine in Mesopotamia and Israel (Jordan Lectures, 1976), 1978[5]
- The Might That Was Assyria (1984)
- Civilisation before Greece and Rome (1989) 334 p.  (ISBN 0300050313)
- The Babylonians (1995)